# Åslaug Haga
Åslaug Marie Haga (ur. 21 października 1959 w Nes) – norweska polityk i urzędniczka państwowa, przewodnicząca Partii Centrum (2003–2008), parlamentarzystka i minister.

## Życiorys
Absolwentka historii i politologii na Uniwersytecie w Oslo z 1984, magisterium uzyskała w 1985. Zawodowo związana z norweską dyplomacją. Pracowała w stałym przedstawicielstwie przy ONZ w Nowym Jorku (1987–1989) oraz w ambasadzie Norwegii w Indiach (1991–1994). Pełniła też różne funkcje w strukturze ministerstwa spraw zagranicznych, m.in. zastępcy dyrektora jednego z departamentów (1995–1997).
Zaangażowała się w działalność polityczną w ramach Partii Centrum. Zasiadała w radzie miejscowości Ås (1995–1997). Była wiceprzewodniczącą swojego ugrupowania (1999–2003), następnie od 2003 do 2008 stała na czele tej partii.
Kilkakrotnie obejmowała wyższe stanowiska w administracji rządowe. Od października 1997 do marca 1999 była sekretarzem stanu w ministerstwie spraw zagranicznych, następnie do października 1999 pełniła taką samą funkcję w kancelarii premiera. Od października 1999 do marca 2000 zajmowała stanowisko ministra kultury. W październiku 2005 została powołana na stanowisko ministra do spraw regionalnych. We wrześniu 2007 przeszła na stanowisko ministra paliw i energii, które zajmowała do czerwca 2008. W 2001 i 2005 uzyskiwała mandat posłanki do Stortingu.
W 2008 ustąpiła ze stanowisk politycznych. Była później kierownikiem projektu w Norsk Industri (2009–2010) i sekretarzem generalnym Norsk Luftambulanse (2010–2013). W 2013 powołana na dyrektora wykonawczego organizacji pozarządowej Global Crop Diversity Trust.